# Burgenländische Erdgasversorgungs-AG
Die Burgenländische Erdgasversorgungs-AG (BEGAS) war ein burgenländisches Energieversorgungsunternehmen mit Sitz in Eisenstadt.

## Gesellschaftsform, Grundkapital und Betriebsgegenstand
Die BEGAS war zuletzt eine Aktiengesellschaft mit einem Grundkapital von 11.229.374 Euro. Aktionäre waren die erdgasversorgten burgenländischen Gemeinden mit 51 % und die Burgenland Holding AG mit 49 %.
Der Betriebsgegenstand war zuletzt die Versorgung des Bundeslandes Burgenland mit Gas, insbesondere durch den Einkauf und die Förderung von Gas im In- und Ausland sowie den Transport, die Einlagerung und den Verkauf von Gas. Weiters die Planung, Finanzierung und den Bau und Betrieb von Gasverteilungssystemen samt den dazugehörigen technischen Hilfseinrichtungen zur Belieferung der Abnehmer. Die Planung und Ausführung von Gasinstallationen, der Verkauf von Kraft- und Wärmeanlagen, Wärmepumpen und ähnlichen Energieerzeugungs- und Versorgungsanlagen sowie die Aufsuchung, Förderung und Gewinnung von Erdöl und ähnlichen Produkten waren gleichfalls Teile des Betriebsgegenstandes.

## Geschichte
Das Unternehmen wurde im Jahre 1970 als Burgenländische Erdölgewinnungsgesellschaft m.b.H. gegründet und versorgte ab 29. September den ersten burgenländischen Industriebetrieb mit Erdgas. Am 23. November 1981 wurde die BEGAS und die BGV – Burgenländische Gasversorgungsgesellschaft m.b.H. zur BEGAS – Burgenländische Erdgasversorgungsgesellschaft m.b.H. fusioniert.
Die Umwandlung in eine Aktiengesellschaft erfolgte am 10. Mai 1982. Eigentümer waren das Land Burgenland und erdgasversorgte burgenländische Gemeinden.
Am 4. April 1990 wurden die Landesanteile in die Burgenland Holding AG eingebracht, kurz darauf erfolgte die Teilprivatisierung der Gesellschaft. Diese Maßnahmen führten zu einer Veränderung der Eigentümerstruktur. Aktionäre der BEGAS waren die in der BEGAS – Gemeindeanteilsverwaltung AG zusammengeschlossenen erdgasversorgten burgenländischen Gemeinden mit 51 % und die Burgenland Holding AG mit 49 %. Das Land Burgenland war nicht mehr Mehrheitseigentümer.
Die mit der Liberalisierung des österreichischen Erdgasmarktes im Jahre 2002 verbundenen gesetzlichen Bestimmungen erforderten die Trennung von Netzbetrieb und Erdgashandel. Neben der für den Netzbetrieb verantwortlichen BEGAS – Burgenländische Erdgasversorgungs-AG wurden im Oktober 2002 für den Erdgashandel die BEGAS Energievertrieb GmbH & Co KG und für die Energiedienstleistungen die BEGAS – Wärme & Service GmbH gegründet.
Am 3. Juni 2003 trat die ENERGIEALLIANZ Austria GmbH als Komplementär in die BEGAS Energievertrieb GmbH & Co KG ein.
Aufgrund von Umstrukturierungsmaßnahmen wurden am 1. Oktober 2009 die Firmen BEGAS – Wärme & Service GmbH, BEGAS Kraftwerk GmbH und die Biomassekraftwerk Oberpullendorf Errichtungs- und Betriebs GmbH in die BEGAS – Burgenländische Erdgasversorgungs-Aktiengesellschaft verschmolzen und der Netzbereich in die BEGAS Netz GmbH abgespalten. Anschließend wurde bei der BEGAS – Burgenländische Erdgasversorgungs-Aktiengesellschaft die Änderung der Firmenbezeichnung auf BEGAS Energie AG vorgenommen.
Im Juli 2012 erfolgte zunächst eine Fusion der BEWAG und BEGAS. Ab 1. Oktober 2012 entstand daraus die Energie Burgenland AG.